# Абель Дуе
Шарль Абель Дуе (фр. Charles Abel Douay; 2 березня 1809, Драгіньян, Франція — 4 серпня 1870, Віссамбур, Франція) — французький воєначальник, дивізійний генерал. Загинув під час битви при Вейссенбурзі в ході франко-прусської війни. 

## Біографія
Народився в сім'ї офіцера наполеонівської армії. Молодший брат, Фелікс Шарль Дуе (1816-1879), теж став військовим і дослужився до звання генерала. 
У 1829 році закінчив Сен-Сірську військову школу, служив у піхотних частинах. Брав участь у завоюванні Алжиру, служив на Мартиніці та в Гваделупі. Із 1855 року — бригадний генерал. Під час австро-франко-італійської війни 1859 року командував піхоною бригадою. Із 1866 року — дивізійний генерал, командир 7-ї піхотної дивізії у Безансоні. Із 24 грудня 1869 року — великий офіцер Ордена Почесного легіону. Із 17 липня 1870 року — командир 2-ї піхотної дивізії. 
На початку франко-прусської війни продовжував командувати 2-ю піхотною дивізією. Увечері 3 серпня 1870 року дивізія Дуе разом з приданою їй кавалерійською бригадою зайняла оборону в районі Вейссенбургу. Наступного дня, 4 серпня, під час битви при Вейссенбурзі дивізія була розбита німецькими військами а сам генерал Дуе був смертельно поранений осколком снаряда. 